# José Carlos dos Santos (biskup)
José Carlos dos Santos FDP (ur. 25 maja 1951 w Maroim, zm. 25 marca 2002) – brazylijski duchowny katolicki, biskup pomocniczy diecezji Luziânia w latach 2001-2002.

## Życiorys
Wstąpił do nowicjatu księży orionistów w Juiz de Fora, gdzie złożył pierwsze śluby w 1973. Studiował teologię w instytucie orionistów przy Papieskim Uniwersytecie Laterańskim.
Śluby wieczyste złożył w Rzymie 8 grudnia 1977, zaś święcenia kapłańskie przyjął 16 grudnia 1979. Był m.in. radcą prowincjalnym oriońskiej prowincji Brasil Norte oraz przełożonym tejże prowincji, a następnie radcą generalnym zgromadzenia.

### Episkopat
20 czerwca 2001 został mianowany przez papieża Jana Pawła II biskupem pomocniczym diecezji Luziânia ze stolicą tytularną Ausuccura. Sakry biskupiej udzielił mu 29 marca tegoż roku ówczesny ordynariusz tejże diecezji, bp Augustyn Januszewicz.